# Lepiota cingulum
Lepiota cingulum är en svampart som beskrevs av Kelderman 1994. Lepiota cingulum ingår i släktet Lepiota och familjen Agaricaceae.  Artens status i Sverige är: Ej påträffad. Inga underarter finns listade i Catalogue of Life.